# آیوئبا
آیوئبا (به اسپانیایی: Allueva) یک شهرستان در اسپانیا است که در استان تروئل واقع شده‌است.

## خصوصیات
آیوئبا ۱۸ کیلومترمربع مساحت و ۱۳ نفر جمعیت دارد و ۱٬۲۰۰ متر بالاتر از سطح دریا واقع شده‌است.